# Tapis (Gérone)
Pour les articles homonymes, voir Tapis.

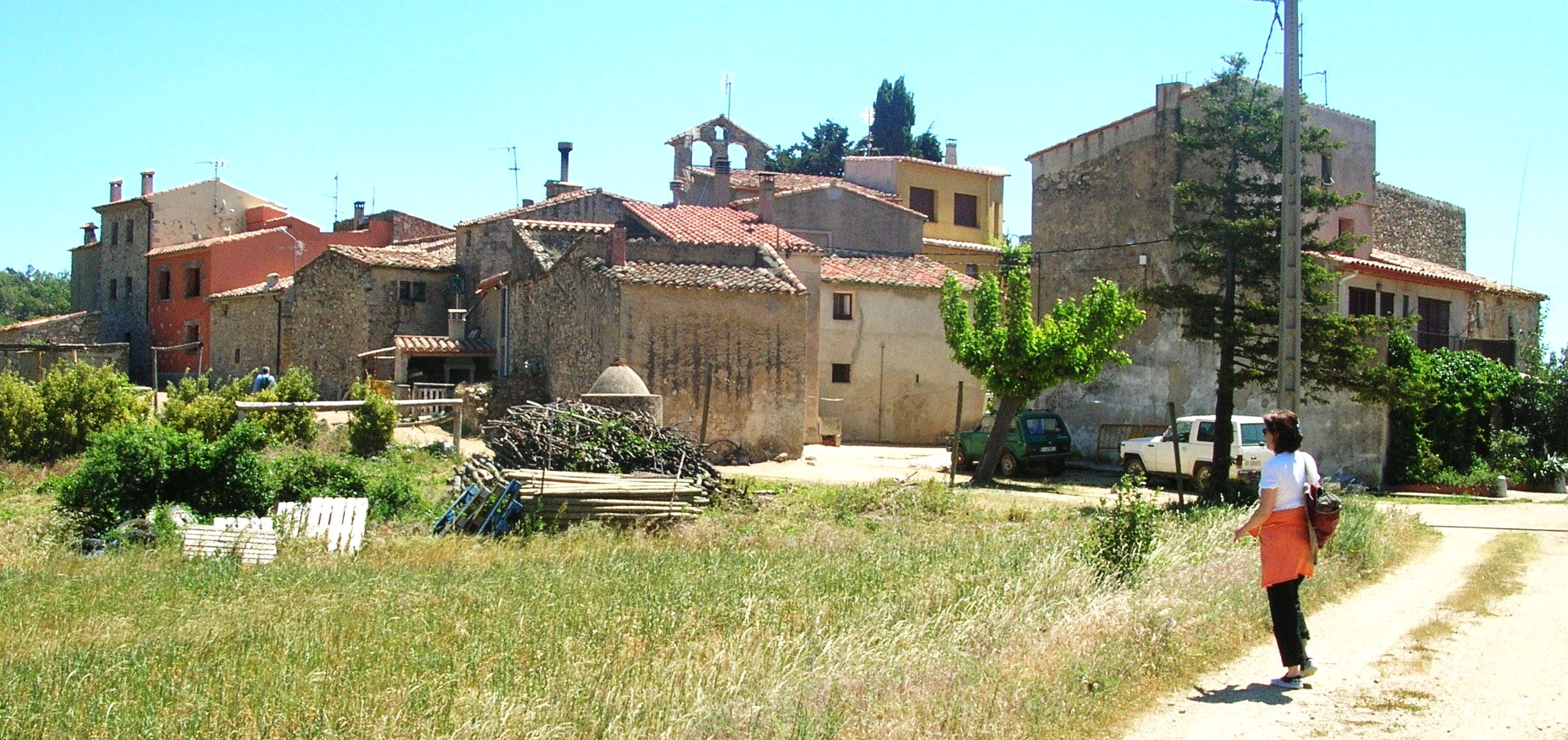
Tapis depuis la route allant de Coustouges à Maçanet de Cabrenys

Tapis est un hameau de la commune Empordanaise de Maçanet de Cabrenys, frontalier avec la France, plus précisément avec la commune de Coustouges, dans les Pyrénées-Orientales. Il est mentionné pour la première fois dans un document de l'an 954. En 2011, il comptait 29 habitants.
| Localité            | Habitants |
| ------------------- | --------- |
| Arnera              | 32        |
| les Creus           | 8         |
| Maçanet de Cabrenys | 639       |
| les Mines           | 7         |
| Oliveda             | 6         |
| les Salines         | 8         |
| Tapis               | 29        |
| els Vilars          | 6         |

## Saint-Brice
Il s'agit d'un bâtiment de la fin du XIIe ou du début du XIIIe siècle. Il comprend une nef rectangulaire surmontée d'une voûte en berceau, et deux chapelles latérales (ajoutées à la fin du XVIIe siècle, côté sud seulement). Elles sont surmontées d'une croisée d'ogives assez basse et font office de bas-côté. La chapelle la plus proche de l'abside la dépasse vers l'est. Elle ne peut donc pas réellement être assimilée à un transept. L'abside, dont le « chevet » est un simple mur plat, est surmontée d'une voûte en amande semi-circulaire. Elle s'ouvre sur la nef au moyen d'un arc-doubleau. Dès l'extérieur, elle est clairement dans la continuité de cette nef. La sveltesse des ogives, les proportions, le style et la structure des chapiteaux du portail sont des éléments représentatifs de l'étape finale de l'art roman.

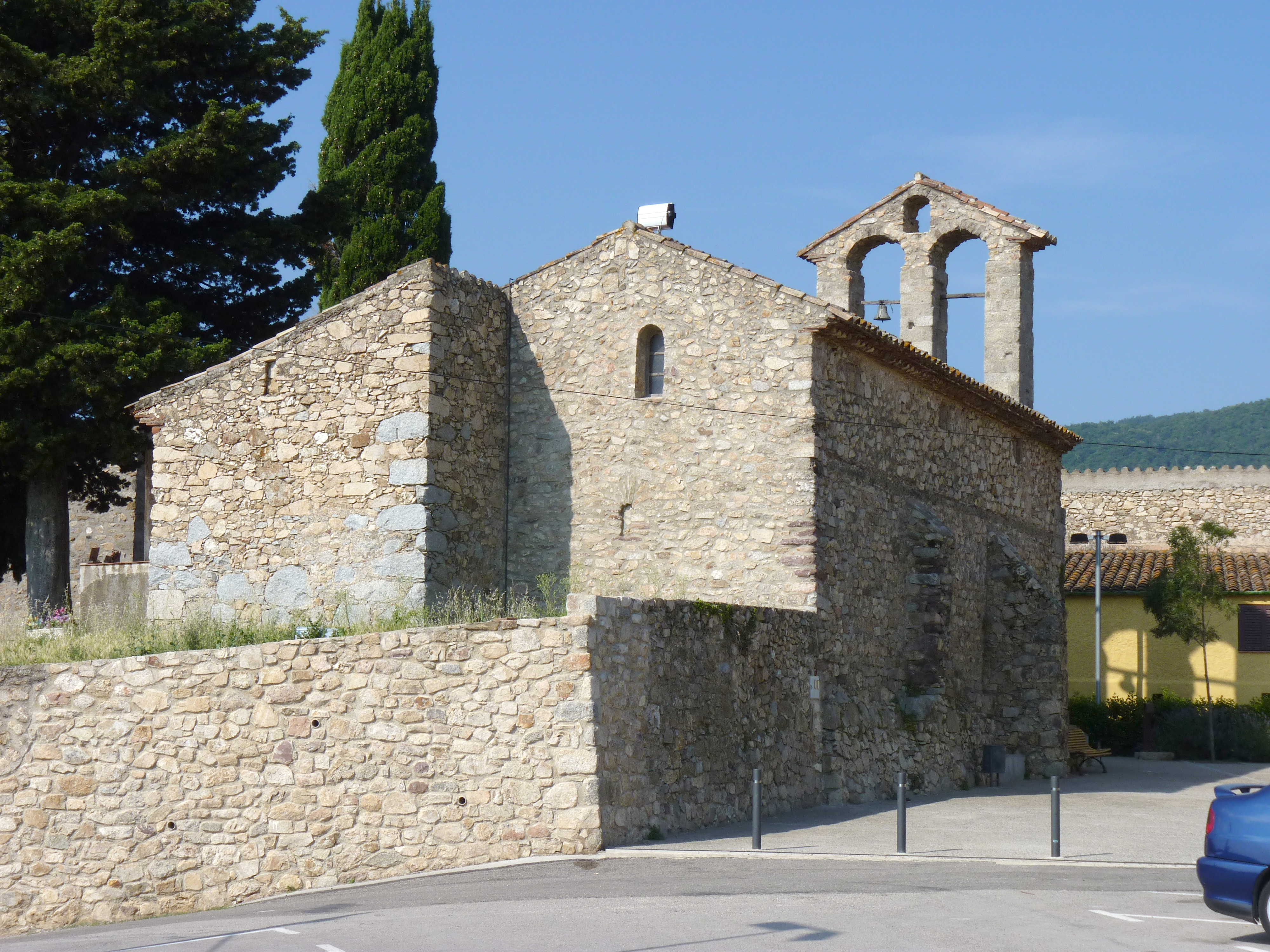
Église Saint-Bris
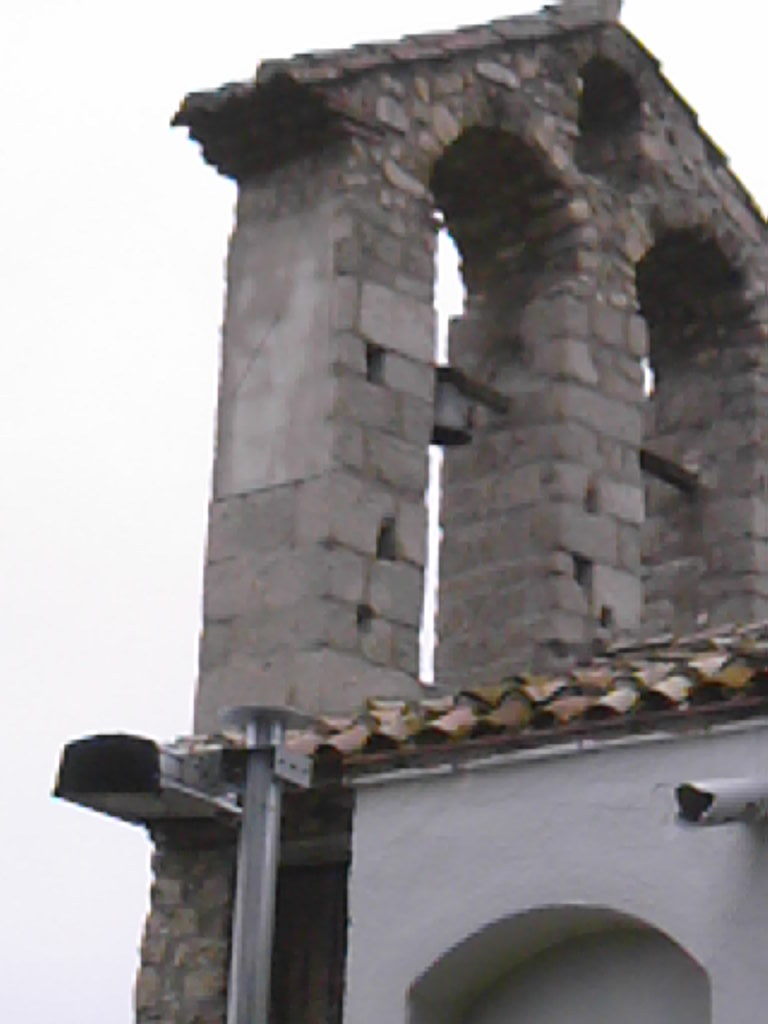
Clocher-mur de l'église
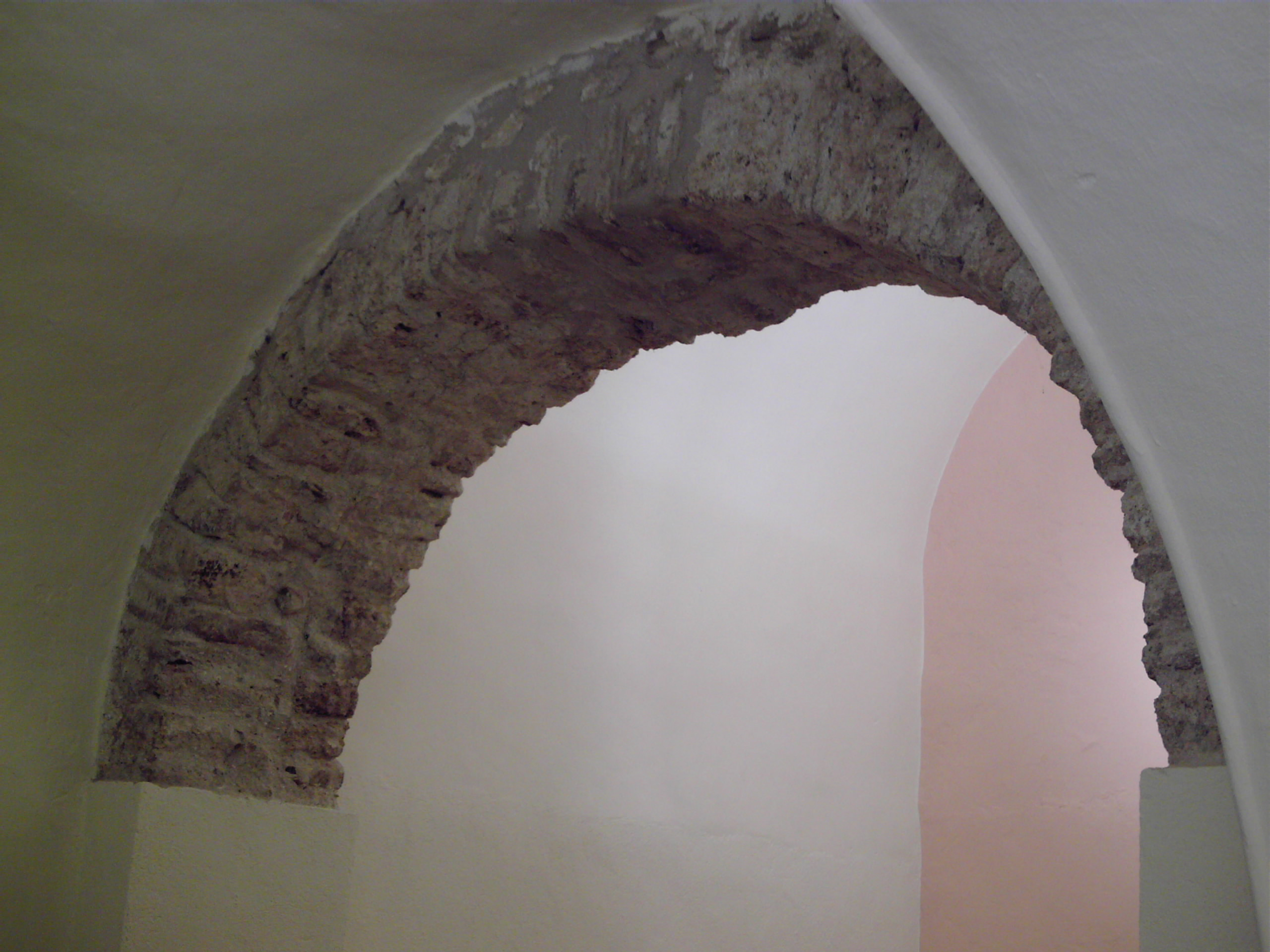
Voûte de l'église
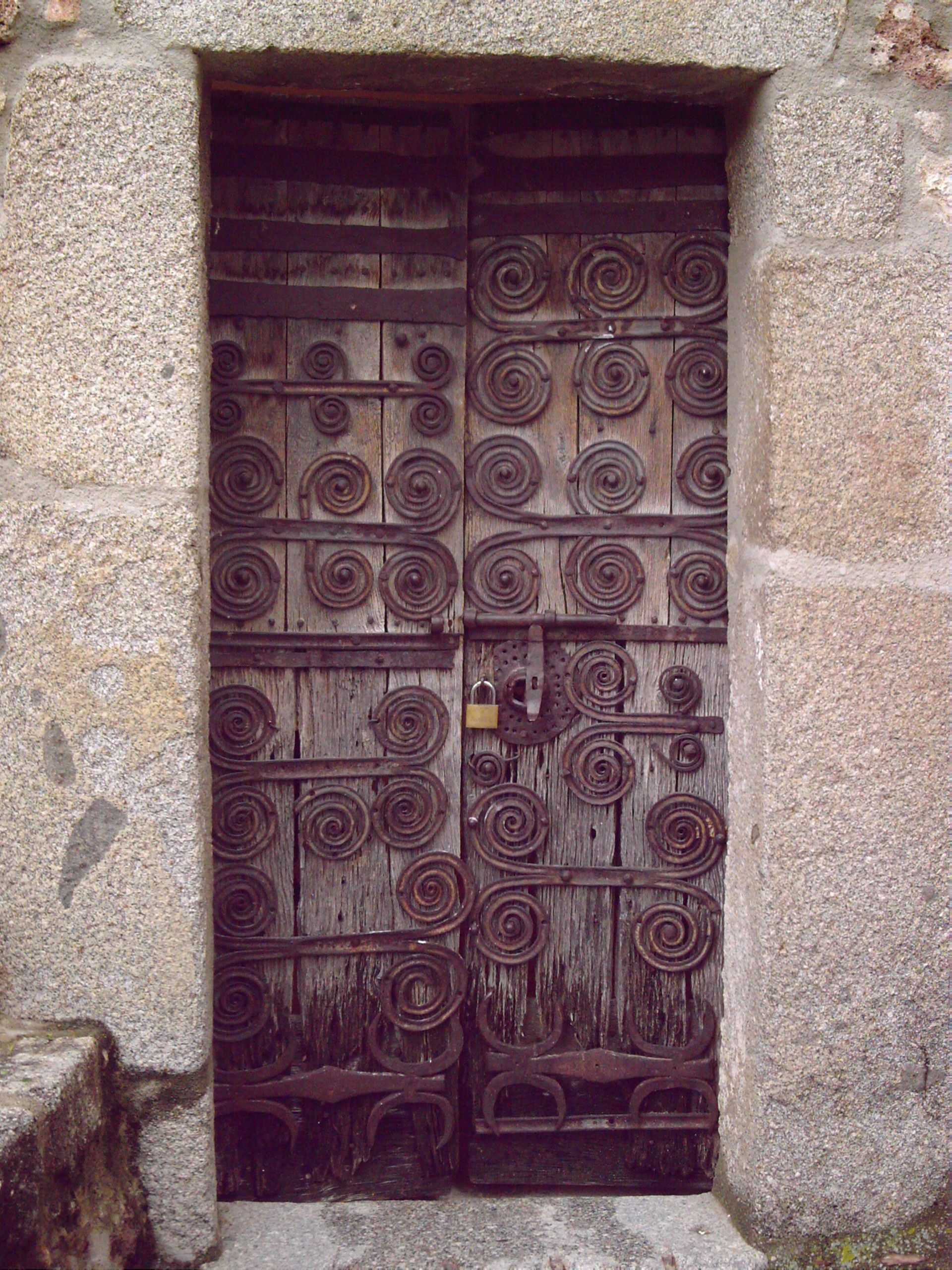
Porte de l'église

## Noms des maisons traditionnelles de Tapis
- Can Xoixa.
- Can Tomàs.
- Can Llebre.
- Cal Tiró. Aujourd'hui, restaurant Can Mach.
- Can Xacó.
- Can Solana.
- Cal Rostollet.
- Can Serrall.
- Can Pere Llarg.
- Can Concaire.
- Can Carig.
- Cal Senyor.
- Cal Ridorter.
- Can Parquenc.
- Cal Cabrer.
- Can Pericot. S'appelait Mas Oliva au Xe siècle.
- Can Baró.
- Can Roger de Tapis. S'appelait avant Mas de Tàpies.